# Maciejowa Wola
Maciejowa Wola [pronunciación en polaco: /mat͡ɕeˈjɔva ˈvɔla/] (en alemán: Matzwolla, de 1938 a 1945 Balschdorf ) es una aldea ubicada en el distrito administrativo de Gmina Banie Mazurskie, dentro del condado de Gołdap, Voivodato de Varmia y Masuria, en el norte de Polonia, cerca de la frontera con el Óblast de Kaliningrado de Rusia . Se encuentra a unos 9 kilómetros al noreste de Banie Mazurskie, a 13 kilómetros al oeste de Gołdap, y a 121 kilómetros al noreste de la capital regional Olsztyn.